# اريك غيريرو
اريك غيريرو (بالإنجليزية: Eric Guerrero) هو مصارع هاوي أمريكي، ولد في 15 مايو 1977 في سولت ليك في الولايات المتحدة.

## وصلات خارجية
- اريك غيريرو على موقع قاعدة بيانات المصارعة الدولية (الإنجليزية)
- اريك غيريرو على موقع أوليمبيديا (الإنجليزية)